# Români
Români is een Roemeense gemeente in het district Neamț.
Români telt 4492 inwoners.